# 法爾茅斯 (緬因州普查規定居民點)
法爾茅斯（英語：Falmouth）是位於美國緬因州坎伯蘭縣的一個普查規定居民點。

## 人口
根據2020年美國人口普查的數據，法爾茅斯的面積為8.16平方千米，當中陸地面積為6.22平方千米，而水域面積為1.93平方千米。當地共有人口1988人，而人口密度為每平方千米243.63人。